# Michèle Pearson Clarke
 (mars 2021).
La mise en forme du texte ne suit pas les recommandations de Wikipédia : il faut le « wikifier ».
Les points d'amélioration suivants sont les cas les plus fréquents :
- Les titres sont pré-formatés par le logiciel. Ils ne sont ni en capitales, ni en gras.
- Le texte ne doit pas être écrit en capitales (les noms de famille non plus), ni en gras, ni en italique, ni en « petit »…
- Le gras n'est utilisé que pour surligner le titre de l'article dans l'introduction, une seule fois.
- L'italique est rarement utilisé : mots en langue étrangère, titres d'œuvres, noms de bateaux, etc.
- Les citations ne sont pas en italique mais en corps de texte normal. Elles sont entourées par des guillemets français : « et ».
- Les listes à puces sont à éviter, des paragraphes rédigés étant largement préférés. Les tableaux sont à réserver à la présentation de données structurées (résultats, etc.).
- Les appels de note de bas de page (petits chiffres en exposant, introduits par l'outil «  Source ») sont à placer entre la fin de phrase et le point final[comme ça].
- Les liens internes (vers d'autres articles de Wikipédia) sont à choisir avec parcimonie. Créez des liens vers des articles approfondissant le sujet. Les termes génériques sans rapport avec le sujet sont à éviter, ainsi que les répétitions de liens vers un même terme.
- Les liens externes sont à placer uniquement dans une section « Liens externes », à la fin de l'article. Ces liens sont à choisir avec parcimonie suivant les règles définies. Si un lien sert de source à l'article, son insertion dans le texte est à faire par les notes de bas de page.
- La présentation des références doit suivre les conventions bibliographiques. Il est recommandé d'utiliser les modèles {{Ouvrage}}, {{Chapitre}}, {{Article}}, {{Lien web}} et/ou {{Bibliographie}}. Le mode d'édition visuel peut mettre en forme automatiquement les références.
- Insérer une infobox (cadre d'informations à droite) n'est pas obligatoire pour parachever la mise en page.

Pour une aide détaillée, merci de consulter Aide:Wikification.
Si vous pensez que ces points ont été résolus, vous pouvez retirer ce bandeau et améliorer la mise en forme d'un autre article.
Michèle Pearson Clarke (née le 16 février 1973) est une réalisatrice et photographe d'origine trinidadienne basée à Toronto, Ontario, Canada,.

## Biographie
Clarke est née à Port of Spain, Trinidad, et a fait ses études à l'Université Queen's et à l'Université de Toronto. Elle obtient sa maîtrise en beaux-arts de l'Université Ryerson en 2015.

## Carrière
Son premier film, Surrounded by Water, a été réalisé grâce à l'association Liaison of Independent Filmmakers de Toronto. Son deuxième film, Black Men and Me, a été présenté au festival Inside Out Film and Video Festival en 2007 et explore les perceptions de Clarke sur la masculinité noire du point de vue d'une lesbienne noire. Le film a depuis été présenté au Reel World Film Festival en 2007 à Toronto, au Miami Gay and Lesbian Film Festival en 2007 et au Festival international du film LGBT de San Francisco en 2007. Clarke est également auteure et a été publiée dans Bent on Writing: An Anthology of Queer Tales .
En 2013, elle a lancé une série de portraits « It's Good To Be Needed », dans laquelle elle a photographié des ex-partenaires qui sont restés amis se tenant la main.
En 2016, elle a été mandatée par la Robert McLaughlin Gallery à Oshawa, en Ontario, pour créer une installation vidéo à deux canaux intitulée « Je pense à la fin des choses ». Le projet commémore les 150 ans ou l'histoire de la fabrication d'Oshawa à travers des histoires personnelles de perte d'emploi.
L'œuvre vidéo de Clarke « Suck Teeth Compositions (After Rashaad Newsome) » a été incluse dans Here We Are Here: Black Canadian Contemporary Art, une exposition au Musée royal de l'Ontario en 2018,,. Cette même année, son travail a été inclus au Festival LagosPhoto.
L'exposition de Clarke en 2018 à Toronto, A Welcome Weight on My Body, a exploré le cinéma sous forme photographique, en se concentrant sur la création d'images fixes analogiques d'amis et de membres canadiens d'origine caribéenne, qu'elle a trouvés disparus ou exploités dans le genre historiquement. L'installation à la manière d'un album de photographies accrochées en composition de groupes sur des étagères, au sol, dans des cadres en bois ou en métal compliquait la présentation, dans une tentative de les éloigner d'une tradition conceptuelle minimaliste et plus froide. Dans cette exposition, Clarke explore le poids culturel de la négritude et présente les photographies d'une manière qui tente d'être accessible et de faire partie d'une pratique par opposition à une impression magistrale et à une présentation moderne.
En 2018, Clarke a exposé sa vidéo intitulée « Tout ce qui n'est pas dit » à Los Angeles. Dans la vidéo, Clarke a monté ensemble tous les moments sans discours d'un documentaire d'Audre Lorde.